# Macoumba Kandji
Macoumba „Mac“ Kandji (* 2. August 1985 in Dakar) ist ein senegalesischer Fußballspieler auf der Position eines Stürmers.

## Karriere

### Jugend und Amateurfußball
Kandji wurde in Senegal geboren, wuchs in Gambia auf und kam erst im Jahre 2003 in die Vereinigten Staaten. Dort besuchte er von 2003 bis 2004 die East Mecklenburg High School in Charlotte, North Carolina, wo er auch seine ersten Erfahrungen in der dortigen Fußballmannschaft sammelte. Am Ende des Jahres wurde er als MVP des Teams ausgezeichnet. Nach der High School spielte er am Georgia Military College in Milledgeville, Georgia im Fußballteam der Georgia Military Bulldogs. Bei den Bulldogs wurde er ins All-Region-Team der Jahre 2004 und 2005 gewählt. In seinem letzten Collegejahr kam Kandji auf eine Bilanz von 17 Treffern sowie sechs Vorlagen.
Im Jahre 2006 spielte Kandji für die Atlanta Silverbacks U23s in der als viertklassig angesehenen USL Premier Development League, einer Amateurliga. Durch gute Leistungen in seinen acht absolvierten Spielen, in denen er einen Treffer erzielte und einen vorbereitete, kam er im Jahr 2007 in die Profimannschaft der Atlanta Silverbacks, die ihren Spielbetrieb in der zweitklassigen USL First Division hat.

### Vereinskarriere
Seine aktive Karriere als Profifußballspieler begann am 4. August 2007, als er im Spiel gegen Charleston Battery debütierte. Schnell wurde Kandji als einer der besten Spieler der gesamten Liga angesehen. Bis zu seinem Abgang im Jahre 2008 absolvierte er 28 Ligaspiele für die Silverbacks und kam dabei auf eine Bilanz von 13 Toren sowie fünf Vorlagen. Außerdem erzielte er im Lamar Hunt U.S. Open Cup 2008 bei zwei gespielten Partien einen Treffer; die Mannschaft schied in der zweiten Runde mit einer 1:0-Niederlage gegen den Miami FC aus dem Bewerb. Von mehreren Verletzungen in seiner Zeit bei den Atlanta Silverbacks geplagt, wurde Kandji am 15. September 2008 zu den New York Red Bulls in die Major League Soccer verliehen. Der MLS-Verein zahlte dem USL-1-Verein anfangs eine Summe von 25.000 USD. Sollte Kandji in der höchsten Spielklasse weiter gute Leistungen zeigen, würden weitere 150.000 USD folgen und Kandji als Vertragsspieler in den Verein aufgenommen werden. Sein MLS-Debüt gab er am 27. September im Spiel gegen die Colorado Rapids, in dem er gleich einen Torvorlage verzeichnen konnte.
Nachdem die Geschäftsführung der Atlanta Silverbacks im November 2008 bekanntgegeben hatte, aus finanziellen Gründen den Spielbetrieb im Männerfußball in der Saison 2009 auszusetzen, wurde Kandji zu einem Free Agent, weshalb die zuvor vereinbarte Summe von 175.000 USD nicht bezahlt werden musste. Trotzdem überschrieb der Besitzer der Atlanta Silverbacks, Boris Jerkunica, die Rechte Kandjis an die Carolina RailHawks, an dem Jerkunica ebenfalls Anteile besitzt. Die Geschäftsführung der New York Red Bulls kaufte in weiterer Folge diese Rechte, woraufhin Kandji am 14. Januar 2009 einen Ein-Jahres-Vertrag unterzeichnete. Im September 2010 wechselte er zu den Colorado Rapids. Dort kreierte er das ausschlagende Tor für das 2010-MLS-Cup-Finale.
Nach einer Zwischenstation bei Levadiakos in Griechenland führte ihn seine Karriere ab 2014 zu den finnischen Vereinen HJK Helsinki, FC Inter Turku und FC Honka.